# Калос-Лімен
Калос-Лімен — давньогрецьке місто на північному заході Криму, що існувало з IV ст. до н. е. по I ст. н. е. на місці сучасного селища Чорноморське в районі Вузької бухти. Назва перекладається з давньогрецької як «Чудова гавань».

## Відкриття

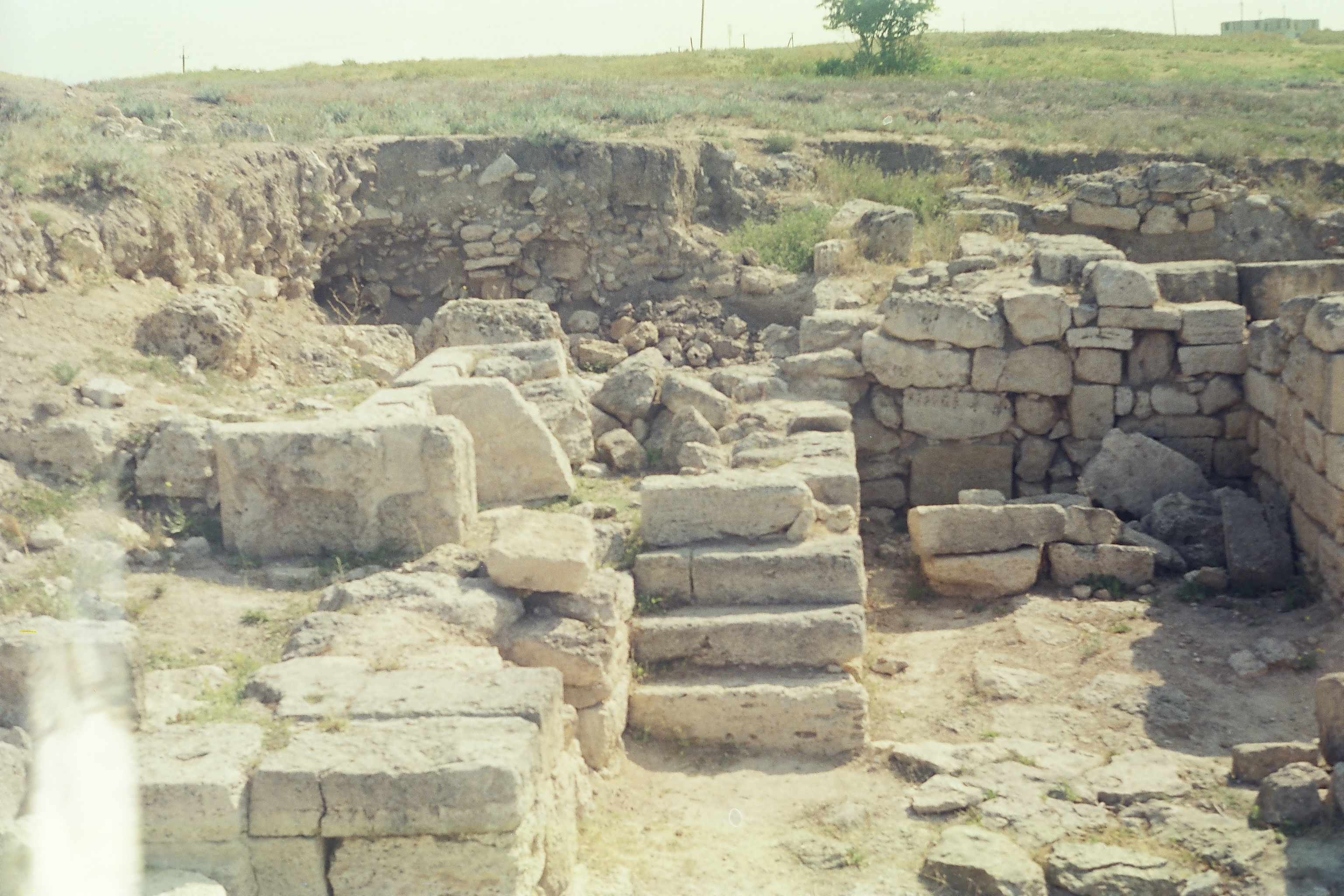
Розкопки фортеці (2000)

Перші розкопки на цьому місці були зроблені директором Херсонеського музею Л. А. Мойсеєвим в 1929 р. Дослідження цієї цікавої пам'ятки тривають досі.

## Історія

### Походження
Назва цього міста в буквальному перекладі з давньогрецької означає «прекрасна гавань». Ось що пише про це місце анонімний античний географ — автор «Періпла Понта Евксинського» (IV ст. н. е.): «Від Херсона до … Керкінітиди 600 стадіїв … від Керкінітиди до скіфського Калос-Лімена в херсонській землі 700 стадій… Від Калос-Лімена до річки Істра або Данувія знову живуть скіфи. За Калос-Ліменом починається затока, іменована Каркінітською і тягнеться до Таміраки; вона має довжину 2250 стадіїв…» (Anon. PPE, 83).
1 стадія в різних системах дорівнювала 177 — 210 м. Ця відстань обчислювалася не по прямій лінії, а вздовж лінії узбережжя. Істром або Данувіем називався в давнину Дунай. «Затока, іменована Каркінітською» — сучасна Керкінітська затока. Тамірака — це, можливо, сучасна річка Каланчак на Херсонщині. Таким чином, Калос-Лімен знаходився на північ від Керкинітіди, на березі Керкінітської затоки, причому відстань від Калос-Лімена до Керкинітіди вздовж узбережжя перевищувала відстань від Керкинітіди до Херсонеса. Сама назва говорить про те, що Калос-Лімен мав чудову гавань.
Виходячи з усього цього, вчені припустили, що древній Калос-Лімен розташовувався на північно-західному узбережжі Тарханкутського півострова, там, де його берег повертає на північний схід, в глибині бухти Вузька, біля сучасного райцентру Чорноморське.
Цікаво, що в давнину на північ і на південь Калос-Лімена були навіть не одна, а дві відмінні гавані. Тепер же вони висохли, а колись розташоване на мису поселення опинилося на вершині кам'янистої гряди, яку з півдня обмежує піщана коса, а з півночі — невисокі скелясті обриви.

### Структура міста
Калос-Лімен був заснований греками-іонійцями в IV ст. до н. е. Місто площею близько 4 гектарів оточувала фортечна стіна з чотирикутними вежами. Навколишні землі були розмежовані на наділи. У центрі кожного наділу зазвичай перебувала садиба — або округла житлова башта, або ж (якщо господарі не боялися набігів степових кочівників) — прямокутна споруда з центральним двориком, навколо якого знаходилися житлові і господарські приміщення. Основу економіки Прекрасної Гавані становило землеробство. Сільськогосподарська територія міста, його власна хору, розташовувалася по сторонах Ак-Мечетської бухти в радіусі приблизно 2 км.

### Боротьба з сусідніми племенами
Багато в чому історія Калос-Лімена повторює історію Керкинітіди. Вигідне стратегічне положення міста, родючі землі в його окрузі і зручна гавань манили сильніших сусідів. Тому недовгим був період самостійності — вже до кінця IV століття місто було захоплене херсонеситами. У III ст. з'являються нові претенденти — скіфи і сармати. Їхні набіги змусили греків зміцнити вже існуючі укріплення і звести нову лінію оборони — багатовежну цитадель біля самої бухти. Є відомості про 16-метровий маяк, у підвалах якого зберігалися запаси їжі на випадок облоги. А на верхніх поверхах розміщувався командний пункт і були встановлені каменеметальні гармати, що контролювали вхід у бухту.
Ці заходи відстрочили падіння Калос-Лімена, але вже у II ст. до н. е. місто переходить до рук скіфів. Незабаром він, разом із Керкінітидою, став найважливішим морським портом пізньоскіфської держави.

### Занепад
Наприкінці II ст. в північно-західний Крим знову опиняється в центрі бойових дій. Тут з'являється експедиційний корпус під керівництвом полководця Діофанта. Греки розгромили скіфів і союзних їм сарматів і знову підкорили Керкінітіду і Калос-Лімен. Про це нам розповіли почесні декрети — один на честь Діофанта і другий — на честь загону херсонеситів, який захопив Калос-Лімен. Однак херсонесити повернулися сюди ненадовго — в середині I ст. до н. е. Калос-Лімен знову потрапляє під владу скіфів. Кінець існування міста належить до I ст. н. е., коли сармати, що вдерлися з північних степів, остаточно знищили цей колись процвітаючий центр.

### Остання згадка
Останній раз вже спотворену назву поліса — Кало-Лімена, приурочене до Ак-Мечетської бухті, згадується на картах італійських компасних карт XIII—XVI ст., потім зникає і ця остання згадка про стародавнє місто.

### Сучасність
Нині на території стародавнього міста розташовується національний історико-археологічний заповідник «Калос-Лімен». Заснований в 1997 році Міністерством культури України для вивчення і популяризації цього унікального археологічного об'єкта. Очолює заповідник доктор історичних наук В. А. Кутайсов. У центрі Чорноморського (найближчий до розкопок СМТ) є музей «Калос-Лімен».
Також на території стародавнього городища Калос-Лімен щорічно проводяться розкопки групою студентів з Росії під керівництвом Кутайсова В. А. Уже відкрита вежа та частина фортечної стіни. Значна частина стародавніх укріплень перебуває під водою.